# Comitê Intertribal
El Comitê Intertribal Memória e Ciência Indígena (ITC) és una organització no governamental dels pobles indígenes del Brasil nascuda el 1991.
El comitè creu que la base per combatre totes les formes de discriminació és la lluita per garantir l'accés de totes les persones a allò que tenen dret, com ara salut, educació, l'oportunitat d'aprendre sobre altres cultures i pobles., terra i territori. És una organització dirigida per indígenes que en formen part. Té la seu central a Brasília - DF.

## Història
Organitzada el 1991 per líders de la União das Nações Indígenas, el primer moviment polític indígena del Brasil, la seva primera missió va ser celebrar la Conferència Mundial de Pobles Indígenes sobre Territori, Medi Ambient i Desenvolupament (RIO-92), on es va redactar la Carta de la Terra amb 109 recomanacions i la Declaració de Kari-Oca, però també altres activitats on destaquen:
- La creació i organització dels Jogos dos Povos Indígenas on tenen lloc els jocs tradicionals d'identitat, intercanvis i no indígenes, sempre acompanyats del Fòrum Social Indígena, la Fira de les Arts Indígenes, la Fira de l'Agricultura Familiar Indígena i l'Oca da Tecnologia de la Informació. Ja s'han celebrat 12 JPIs a tot el Brasil i el 2015 també van celebrar els primers Jocs Mundials de Pobles Indígenes.[1]
- La Conferència de la Convenció sobre la Diversitat Biològica (COP.8), de caràcter internacional, que va debatre sobre la protecció del coneixement tradicional i l'ús de biodiversitat, també el 2005 a Curitiba (PR)[2]
- Pla d'acció i declaració de principis sobre la inclusió indígena en sistemes de la societat de la informació, establerts també per ONU
- 1a Conferència Regional de les Amèriques contra el Racisme, la Xenofòbia i la Intolerància relacionada, celebrada a Brasília (DF) el 2006, en col·laboració amb SEPPIR, per debatre avenços i reptes després de Durban - Conferència Mundial contra el Racisme
- Organització de la Conferència Mundial de Pobles Indígenes sobre Economia Verda i Sostenibilitat, Rio + 20, al juny de 2012.
- Realització dels primers Jocs Mundials de Pobles Indígenes - Brasil 2015[3]